# Демещик, Виктор Васильевич
Виктор Васильевич Демещик — советский хозяйственный, государственный и политический деятель.

## Биография
Родился в 1938 году. Член КПСС.
С 1959 года — на хозяйственной, общественной и политической работе. В 1959—1998 гг. — инженер железнодорожного транспорта, 1-й секретарь Тулунского горкома КПСС, заведующий отделом организационно-партийной работы Иркутского обкома КПСС, 1-й секретарь Иркутского горкома КПСС, заместитель начальника ВСЖД по кадрам и социальным вопросам, член Совета старейшин Восточно-Сибирской железной дороги
Избирался депутатом Верховного Совета РСФСР 11-го созыва. Делегат XXVII съезда КПСС.
Почетный гражданин Иркутской области (2007) и города Тулуна (1998).
Умер в Иркутске в 2017 году.